# Усик, Сергей Евгеньевич
Сергей Евгеньевич Усик (род. декабрь 1958 года, Андижан,УзССР) — российский художник-пастелист, пейзажист, член Санкт-Петербургского Союза художников, пастельных обществ России, Франции, Америки, Италии, участник и лауреат многих международных выставок и конкурсов.

## Биография
Родился в декабре 1958 года в Андижане, Узбекская ССР; с 16 лет постоянно живёт в Санкт-Петербурге. Рисовать начал с детства. По образованию архитектор, однако, проработав несколько лет в этом качестве, в 1987 порвал с архитектурой и решил продолжить карьеру художника. В том же году осознал пастель как наиболее близкую для себя технику и с тех пор работает только пастелью, за исключением эскизов и предварительных набросков.
В 1994 принят в российский Союз художников. С 1997 — член международной федерации художников, с 2003 — пастельного общества Франции (присвоено звание «maitre pastelliste»), 2007 — пастельного общества Америки, 2017 — пастельного общества Италии. Почётный член образованного в 2018 году Национального союза пастелистов России.
Написал и издал в 2013 году книгу о технике пастели «Пастель. Пленэр» (переиздана в 2016 году).

## Избранные выставки и награды
- Best in Show. Международная выставка «Pastel only», штат Мэн, США, 2006
- Первое место в категории «пейзаж» — 9 Международный конкурс Всемирной ассоциации пастельных обществ[2]
- ARTEXPO Нью-Йорк, США 1998, 2001
- ARTEXPO Сан-Франциско, США 2000
- EUROPASTEL, Северная Италия-Санкт-Петербург 2002, 2003
- Парижский салон 2003
- Международный фестиваль пастели, Франция 2002, 2003, 2004
- Персональная выставка в Совете федерации РФ, 2019[3]